# Béla Aranyos
Béla Aranyos (n.? 1904, Szombathely-?.?) a fost un călător, scriitor, romancier, autor de jurnale de călatorii maghiar.